# NGC 7338
NGC 7338 في الفهرس العام الجديد، هو نجم ثنائي، يقع في كوكبة الفرس الأعظم. اكتشف في 1882 . بواسطة فيلهلم تمبل .

## روابط خارجية
- NGC 7338 على موقع ويكي سكاي: DSS2, SDSS, GALEX, IRAS, Hydrogen α, X-Ray, Astrophoto, Sky Map, Articles and images